# Prix de la Pensée Wallonne
Le Prix de la Pensée Wallonne est décerné depuis 1977 à une personnalité wallonne qui, à travers son œuvre passée ou présente, met en valeur la Wallonie dans divers domaines tels que la littérature, l'art, la science ou d'autres champs, et contribue à sa reconnaissance au-delà des frontières régionales.
Le prix est remis par l'association "La Pensée wallonne", fondée en 1972 sous le nom initial de "Commission Culturelle de Wallonie Libre".
L’objectif du prix est de défendre l’identité culturelle wallonne et de promouvoir les arts, les sciences, et les lettres en récompensant les artistes qui contribuent à l'enrichissement du patrimoine régional.
Le prix a été remis entre autres à Salvatore Adamo, Pierre Kroll et Julos Beaucarne.